# Coelorinchus quincunciatus
Coelorinchus quincunciatus är en fiskart som beskrevs av Gilbert och Hubbs 1920. Coelorinchus quincunciatus ingår i släktet Coelorinchus och familjen skolästfiskar. IUCN kategoriserar arten globalt som livskraftig. Inga underarter finns listade i Catalogue of Life.